# El-Obeid
Al-Ubayyid (El Obeid) (tiếng Ả Rập: الأبيض) là thủ đô của bang Bắc Kurdufan ở miền trung Sudan. Trong năm 2008, dân số thành phố là 340.940 người. Nó là một trung tâm giao thông quan trọng: ga cuối của một tuyến đường sắt, ngã ba đường khác nhau và các tuyến đường caravan lạc đà, và kết thúc của một tuyến đường hành hương từ Nigeria. Nó được thành lập bởi các pashas của Ottoman Ai Cập vào năm 1821 nhưng sau đó đã bị phá hủy bởi các Mahdists vào năm 1883. Sau đó đã được xây dựng lại vào năm 1898 sau sự sụp đổ của đế chế Mahdist.
Dân số của đô thị này là đa số người Hồi giáo với một sự hiện diện Kitô giáo nhỏ. Thành phố này có một sân bay quốc tế và một nhà máy lọc dầu. Al-Ubayyid có Đại học Kordofan, được thành lập vào năm 1990. Phái đoàn của Liên Hợp Quốc ở Sudan đã thành lập cơ sở hậu cần ở đây.
Trong những năm gần đây vận tải đã trở nên dễ dàng hơn giữa các thành phố và thủ đô Khartoum Sudan, do việc sửa chữa và mở đường giao thông, và sự xuất hiện của một số công ty xe buýt tư nhân. 500 km hành trình mất khoảng chín giờ bằng xe du lịch.

## Khí hậu
El-Obeid có khí hậu sa mạc nóng (phân loại khí hậu Köppen BWh).
| Dữ liệu khí hậu của El-Obeid      | Dữ liệu khí hậu của El-Obeid | Dữ liệu khí hậu của El-Obeid | Dữ liệu khí hậu của El-Obeid | Dữ liệu khí hậu của El-Obeid | Dữ liệu khí hậu của El-Obeid | Dữ liệu khí hậu của El-Obeid | Dữ liệu khí hậu của El-Obeid | Dữ liệu khí hậu của El-Obeid | Dữ liệu khí hậu của El-Obeid | Dữ liệu khí hậu của El-Obeid | Dữ liệu khí hậu của El-Obeid | Dữ liệu khí hậu của El-Obeid | Dữ liệu khí hậu của El-Obeid |
| Tháng                             | 1                            | 2                            | 3                            | 4                            | 5                            | 6                            | 7                            | 8                            | 9                            | 10                           | 11                           | 12                           | Năm                          |
| --------------------------------- | ---------------------------- | ---------------------------- | ---------------------------- | ---------------------------- | ---------------------------- | ---------------------------- | ---------------------------- | ---------------------------- | ---------------------------- | ---------------------------- | ---------------------------- | ---------------------------- | ---------------------------- |
| Cao kỉ lục °C (°F)                | 39.2 (102.6)                 | 40.8 (105.4)                 | 42.9 (109.2)                 | 44.4 (111.9)                 | 44.3 (111.7)                 | 43.7 (110.7)                 | 40.0 (104.0)                 | 40.0 (104.0)                 | 40.0 (104.0)                 | 40.6 (105.1)                 | 39.0 (102.2)                 | 37.5 (99.5)                  | 44.4 (111.9)                 |
| Trung bình ngày tối đa °C (°F)    | 29.9 (85.8)                  | 32.2 (90.0)                  | 35.7 (96.3)                  | 38.6 (101.5)                 | 39.4 (102.9)                 | 37.5 (99.5)                  | 33.9 (93.0)                  | 32.7 (90.9)                  | 34.8 (94.6)                  | 36.4 (97.5)                  | 33.6 (92.5)                  | 30.5 (86.9)                  | 34.6 (94.3)                  |
| Trung bình ngày °C (°F)           | 21.7 (71.1)                  | 23.8 (74.8)                  | 27.4 (81.3)                  | 30.3 (86.5)                  | 32.0 (89.6)                  | 31.0 (87.8)                  | 28.5 (83.3)                  | 27.5 (81.5)                  | 28.3 (82.9)                  | 29.4 (84.9)                  | 25.9 (78.6)                  | 22.3 (72.1)                  | 27.3 (81.1)                  |
| Tối thiểu trung bình ngày °C (°F) | 13.5 (56.3)                  | 15.4 (59.7)                  | 19.1 (66.4)                  | 21.9 (71.4)                  | 24.6 (76.3)                  | 24.5 (76.1)                  | 23.1 (73.6)                  | 22.4 (72.3)                  | 21.8 (71.2)                  | 22.4 (72.3)                  | 18.3 (64.9)                  | 14.1 (57.4)                  | 20.1 (68.2)                  |
| Thấp kỉ lục °C (°F)               | 6.5 (43.7)                   | 7.5 (45.5)                   | 10.4 (50.7)                  | 13.0 (55.4)                  | 16.0 (60.8)                  | 19.0 (66.2)                  | 17.3 (63.1)                  | 16.0 (60.8)                  | 17.0 (62.6)                  | 12.5 (54.5)                  | 9.2 (48.6)                   | 7.0 (44.6)                   | 6.5 (43.7)                   |
| Lượng mưa trung bình mm (inches)  | 0.0 (0.0)                    | 0.0 (0.0)                    | 0.4 (0.02)                   | 1.4 (0.06)                   | 8.4 (0.33)                   | 22.5 (0.89)                  | 98.2 (3.87)                  | 110.6 (4.35)                 | 61.7 (2.43)                  | 14.5 (0.57)                  | 0.3 (0.01)                   | 0.0 (0.0)                    | 318 (12.53)                  |
| Số ngày mưa trung bình            | 0.0                          | 0.0                          | 0.2                          | 0.4                          | 1.7                          | 4.5                          | 9.5                          | 9.7                          | 6.0                          | 2.4                          | 0.1                          | 0.0                          | 34.5                         |
| Độ ẩm tương đối trung bình (%)    | 23                           | 17                           | 14                           | 14                           | 26                           | 42                           | 61                           | 68                           | 59                           | 37                           | 24                           | 25                           | 34.2                         |
| Số giờ nắng trung bình tháng      | 319.3                        | 288.4                        | 313.1                        | 303.0                        | 294.5                        | 249.0                        | 226.3                        | 226.3                        | 243.0                        | 288.3                        | 315.0                        | 325.5                        | 3.391,7                      |
| Phần trăm nắng có thể             | 90                           | 88                           | 81                           | 83                           | 75                           | 65                           | 55                           | 59                           | 67                           | 79                           | 91                           | 92                           | 77                           |
| Nguồn: NOAA                       |                              |                              |                              |                              |                              |                              |                              |                              |                              |                              |                              |                              |                              |